# Front d'Alliberament Europeu
El Front d'Alliberament Europeu o European Liberation Front (ELF) va ser un grup nacionalista paneuropeu i neonazi que es va separar del Moviment de la Unió feixista d'⁣Oswald Mosley el 1948. El seu fundador va ser Francis Parker Yockey, al costat de Guy Chesham i John Anthony Gannon. Va publicar un manifest anomenat The Proclamation of London, escrit per Yockey. I va durar fins a l'any 1954. Assoliria un màxim de 150 membres.
El comportament dominant d'en Yockey dient-li a Guy Chesham que deixés la seva dona, en paraules de Yockey "que deixés la gossa", i que el seguís a Bohèmia li va costar el suport de Chesham.
Peter Huxley-Blythe va ser l'únic membre notable de l'organització, que va haver de suspendre la seva participació en l'organització a causa de ser reclutat a la Guerra de Corea.
L'organització publicaria un pamflet titulat The Proclamation of London.
En algun moment després hi va haver breument una nova organització, que portava el mateix nom i que Christian Bouchet va crear inspirant-s'hi.